# Křižák mostní
Křižák mostní (Larinioides sclopetarius) je pavouk z čeledi křižákovití (Araneidae) a rodu Larinioides.

## Výskyt
Křižák mostní je druhem holarktické oblasti, v Česku je, vyjma horských oblastí, rozšířen v rámci celého území, vázán je však spíše na biotopy se zdroji vody, často se objevuje v blízkosti větších řek. Původním přirozeným prostředím křižáka mostního jsou vlhké louky s vysokou trávou, lze jej však pozorovat i synantropně na mostech, plotech a budovách. Sítě jsou velké a kolové, v průměru měří i 70 cm, pavouk do nich lapá létavý hmyz. Signální vlákno sítě nemusí být rozpoznatelné. Dospělci loví primárně v noci. Křižák mostní si staví sítě většinou masově ve větších společenstvech. V suchém létě roku 2003 se křižák mostní kalamitně přemnožil v Praze podél Vltavy v blízkosti Národního divadla, sítě tehdy pokrývaly i budovy a okna.

## Popis
Samice dosahuje velikosti 10–14 mm, samec je o něco menší, 8–9 mm dlouhý. Hlavohruď má šedé zbarvení a je lemována bílými chloupky. Bělavé chloupky uprostřed hlavohrudi pak vytvářejí dopředu otevřenou vidlici. Zadeček je oválný a zploštělý, folium (kontrastní laločnatá skvrna uprostřed zadečku) je ohraničeno bělavým vlnkováním. Na začátku zadečku je bíle obroubená klínovitá skvrnka. Končetiny pokrývá výrazné kroužkování. Druh se velmi podobá křížákovi rudohnědému (L. ixobolus), ten je však ve srovnání s křižákem mostním mnohem méně kontrastní.